# Joan Capdevila
Joan Capdevila i Méndez, španski nogometaš, * 3. februar 1978, Tàrrega, Španija.
Sodeloval je na nogometnemu delu poletnih olimpijskih iger leta 2000.